# Woontoren Emmerhout
De Woontoren Emmerhout is een woontoren aan de Houtweg in de wijk Emmerhout van de Drentse stad Emmen. Hij is ontworpen door architect Arno Nicolaï.
Het gebouw werd opgeleverd in 1972, is 55 meter hoog en telt 18 verdiepingen. Het was bij voltooiing de hoogste woontoren van Noord-Nederland. De toren is gesitueerd boven het winkelcentrum van de wijk Emmerhout. Tot de oplevering van de Hondsrugtoren in 2020 was het het hoogste gebouw in Emmen.
Aan de gevels van de toren zijn ter decoratie rode en blauwe verticale strepen aangebracht. Ze vormen tezamen een rood-wit-blauw lint. Deze kleurencombinatie komt ook voor in het winkelcentrum en elders in de wijk Emmerhout.